# Dragon Quest VII : La Quête des vestiges du monde
Dragon Quest VII : La Quête des vestiges du monde (ドラゴンクエストVII エデンの戦士たち, Doragon Kuesuto Sebun Eden no Senshi-tachi, lit. Dragon Quest VII : Les Guerriers de l'Éden) est un jeu vidéo de rôle développé par Heartbeat et ArtePiazza pour l'éditeur japonais Enix. Il est sorti sur PlayStation en août 2000 au Japon puis en novembre 2001 en Amérique du Nord. Un remake sur Nintendo 3DS est sorti le 7 février 2013 au Japon  et le 16 septembre 2016 en Amérique du Nord et en Europe,.

## Trame

### Synopsis
C'est l'histoire d'un fils de pêcheur qui vit à Fishbel, un village sur une île isolée. Un jour, il croise la route du prince Kiefer et de la belle Maribel qui font prendre conscience à notre héros que le monde est plus vaste qu'il ne le croyait. Kiefer vient d'Estard, le château situé sur leur île. Maribel, elle, est amoureuse du héros. Ils partent tous les trois à la recherche d'une carte cachée sur l'île de Fishbel. Lorsqu'elle sera complétée, cette carte ouvrira un passage vers le passé dans lequel nos trois héros s'engouffreront pour se retrouver sur une île mystérieuse. Ils doivent résoudre des mystères du passé pour permettre au présent d'exister, de se compléter.

### Personnages
Le joueur peut contrôler six personnages principaux : Le Héros (主人公, Shujinkō), Kiefer (キーファ・グラン, Kīfa Guran), Maribel (マリベル, Mariberu), Gabo (ガボ), Melvin (メルビン, Merubin) et Aira (アイラ).
Le Héros n'a pas de nom par défaut, comme dans tous les jeux de la série Dragon Quest, le nom est indiqué par le joueur (cependant, il est appelé Arus dans le manga officiel). Le héros est un natif de la ville de Fishbel sur l'île Estard. Il est ami avec Maribel la fille du maire de Fishbel, et Kiefer le prince du Château Custard. 
Kiefer est le prince de Estard, et l'héritier prétendant au trône. Loin d'anticiper son accession à la royauté, Kiefer semble ne pas apprécier son sang royal, ce qui est une source d'inquiétude sans fin et de frustration pour sa famille et ses conseillers. Kiefer, de son côté, passe beaucoup de son temps à la recherche d'aventure, qu'il a trouvé auprès du héros et qu'il considère comme son ami le plus proche.
Maribel est l'amie du héros et de Kiefer. Elle est aussi la fille du maire de la Fishbel. Contrairement à Kiefer, qui a toujours refusé de laisser son statut social influencer la façon dont les autres personnes l'aperçoivent, Maribel a tendance à être un peu condescendante, voire autoritaire. Malgré cela, elle s’entend avec ses amis, et les accompagne à l'occasion de leur aventure.
Gabo, bien que d'apparence normale, est en fait un petit loup blanc qui a été de manière irrévocable transformé en petit garçon. En tant que tel, il conserve un certain nombre de caractéristiques animales, et peut être un peu bestial parfois. Il accepte de voyager avec les héros dans l'espoir de protéger sa famille, mais reste avec le groupe par esprit de loyauté.
Melvin est un paladin qui a combattu du côté de Dieu contre le Seigneur Démon il y a plusieurs années. Lors de sa rencontre, Melvin était pétrifié dans la pierre par Dieu, de sorte que, le cas échéant, il pourrait être réveillé pour prendre une nouvelle fois la lutte contre le mal. Le groupe trouve Melvin, qui se joint à leur aventure, bien que son âge et son manque de familiarité avec le présent laissent souvent les autres personnages quelquefois confus.

## Accueil

### Ventes
Comme la plupart des jeux de la série Dragon Quest, Dragon Quest VII s'est très bien vendu au Japon ; il est premier des ventes en 2000 avec 3 784 682 unités vendues,.

## Développement
Dragon Quest VII est le premier épisode à intégrer des éléments de 3D. 